# ریچارد بالتزر
ریچارد بالتزر (آلمانی: Richard Baltzer)؛ (۱ ژوئن ۱۸۸۶ – ۱۰ مهٔ ۱۹۴۵) یک سپهبد آلمانی در جنگ جهانی دوم بود که فرماندهی یگان‌های متعددی را به عهده داشت.

## زندگی‌نامه
در تابستان سال ۱۹۳۹ میلادی و هنگامی که ارتش آلمان نازی در حال آماده‌سازی برای آغاز جنگ بود بالتزر به فرماندهی لشکر ۲۱۷ پیاده‌نظام ورماخت رسید و با این لشکر در تهاجم آلمان به لهستان حضور داشت. در ۱ اکتبر ۱۹۳۹ میلادی او به درجه سپهبد رسید و لشکر او پس از شکست لهستان به عنوان نیروی اشغالگر در این کشور حضور داشت تا آنکه در تابستان سال ۱۹۴۰ میلادی به فرانسه فرستاده شد.
بالتزر به همراه لشکرش در عملیات بارباروسا حضور داشت و در شمال روسیه عملیات می‌کرد. پس از مدتی او را به بخش ذخیره منتقل کردند و سپس در ۱۵ اوت ۱۹۴۲ میلادی فرماندهی لشکر ۱۵۶ پیاده‌نظام ورماخت که مسئول محافظت از سواحل فرانسه بود را به او دادند. بالتزر در دسامبر سال ۱۹۴۳ بار دیگر به بخش ذخیره منتقل شد تا آنکه در مارس ۱۹۴۴ فرماندهی لشکر ۱۸۲ پیاده‌نظام ورماخت به او داده شد. بالتزر به همراه این لشکر در فرانسه و اسلواکی جنگید تا آنکه در ۱۰ مه ۱۹۴۵ میلادی و پس از تسلیم ارتش آلمان به طرز نامعلومی در پراگ کشته شد.